# La Tornade (film, 1923)
Pour le film de William Dieterle sorti en 1937, voir La Tornade (film, 1937).
Pour plus de détails, voir Fiche technique et Distribution.
La Tornade (Hoodman Blind) est un film muet américain de John Ford, sorti en 1923.

## Synopsis
Il s'agit d'un remake d'un film du même nom réalisé en 1913 par James Gordon et d'un long métrage de William Farnum Fox de 1916 intitulé A Man of Sorrow et basé sur la pièce de théâtre Hoodman Blind.

## Fiche technique
- Titre : La Tornade[1]
- Titre original : Hoodman Blind
- Réalisation : John Ford
- Scénario : Charles Kenyon, d'après la pièce Hoodman Blind de Henry Arthur Jones et Wilson Barrett
- Photographie : George Schneiderman
- Production : William Fox
- Société de production : Fox Film Corporation
- Société de distribution : Fox Film Corporation
- Pays de production :  États-Unis
- Langue originale : anglais
- Format : noir et blanc — 35 mm — 1,33:1 — Muet
- Genre : drame
- Durée : 60 minutes (6 bobines)
- Dates de sortie :
  - États-Unis : 16 novembre 1923 ou 20 novembre 1923

## Distribution
- David Butler : Jack Yeulette
- Gladys Hulette : Nancy Yeulette / Jessie Walton, les filles de Jack
- Regina Connelly : Jessie Walton, la femme de Jack
- Frank Campeau : Mark Lezzard
- Marc MacDermott : John Linden
- Trilby Clark : Mme John Linden
- Jack Walters : « Bull » Yeaman
- Eddie Gribbon : « Battling » Brown

## Autour du film
- Ce film est considéré comme perdu, selon Silent Era.